# Sciophila bicolor
Sciophila bicolor är en tvåvingeart som beskrevs av Enrico Adelelmo Brunetti 1912. Sciophila bicolor ingår i släktet Sciophila och familjen svampmyggor. Inga underarter finns listade i Catalogue of Life.